# KsOd IIa
Die Dampflokomotivreihe KsOd IIa war eine Personenzug-Schlepptenderlokomotivreihe der Kaschau-Oderberger Bahn (KsOd).
Diese beiden Lokomotiven waren die ersten Fahrzeuge der KsOd.
Sie wurden 1869 von Sigl in Wr. Neustadt geliefert.
Sie hatten Außenrahmen, Außentriebwerk und Stephenson-Steuerung.
Bei der Verstaatlichung der KsOd 1924 war nur mehr eines dieser Fahrzeuge, die Nr. 1, vorhanden, das bei der ČSD die Bezeichnung 221.001 erhielt, aber bereits 1925 ausgemustert wurde.